# Ферула перистонервная
Ферула перистонервная, или Ферула перистожильчатая (лат. Ferula penninervis) — растение рода Ферула. Растёт на каменистых и травянистых горных склонах Центральной Азии.

## Ботаническое описание
Многолетнее поликарпическое травянистое растение с коротким вегетативным периодом.
Стебли длиной до 1,5 м. У основания побега размещены листья. Листья черешковые, сложные тройчатые овально-ромбической формы. Поверхность мягкая, шелковистая.
Соцветие — зонтик. Цветки жёлтые, актиноморфные с пятью лепестками до 1 см в длину. Цветёт в июне, плодоносит в июле — августе.
Плод — сухая семянка.
Растение относится к гелиофитам и ксерофитам.

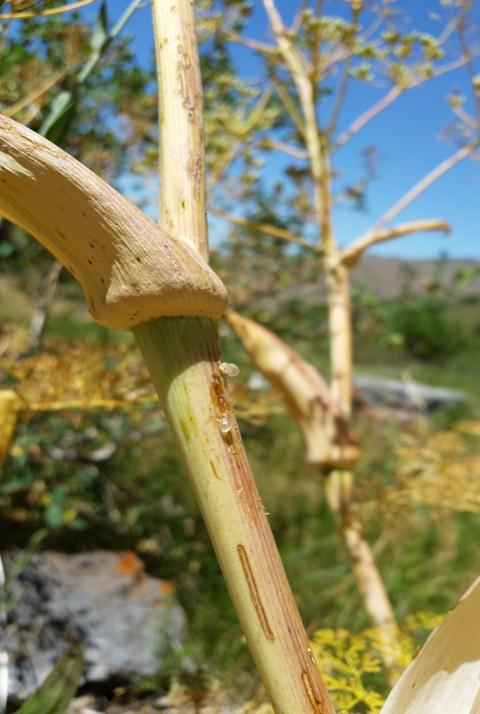
Смола ферулы

## Лекарственные свойства
Лекарственным сырьём ферулы является камедесмола. Способ получения смол довольно прост. Весной срезается росток стебля в уровень с почкой, на срезе выделяются смолы, время от времени вбираемые в виде небольших сгустков.
Смола ферулы обладает спазмолитическим, антиоксидантным действием, быстро восстанавливает секрецию жёлчи, синтез жёлчных кислот и билирубина, обладает высокой противомикробной активностью.
Ферула применяется как внутрь, так и наружно. В пищу принимают молодые листья ферулы в свежем и варёном виде. Камедью из корней ферулы, принятой с пищей, лечат язвы желудка и кишечника. Кроме того, для употребления внутрь используются настои. Наружно настойку используют для растирания больных мест, ею также смазывают раны, опухоли, нарывы. Можно делать компрессы, подготовив утеплённую повязку на больное место.
В народной медицине ферула перистонервная используется при упадке сил, нервных расстройствах, неврозах, ревматизме, как противосудорожное, противовоспалительное, желчегонное, болезнях печени, селезёнки, почек, диспепсии.